# Jabat
Jabat je ostrov ležící v Tichém oceánu v rovnoběžném pásu ostrovů zvaném Ralik. Ostrov se nachází 17 km severně od atolu atolu Ailinglaplap a 75 km východně od atolu Namu.Jabat má pouze přibližně 110 obyvatel.
Povrch ostrova na rozdíl od jiných zdejších ostrovů je spíše skalnatý než korálový, ale pobřeží je obklopeno mělkým korálovým útesem.

## Historie
První zaznamenané zpozorování ostrova bylo učiněno španělským navigátorem Alonsem de Arellanoem dne 8. ledna 1565 s lodí San Lucas.